# Commissione dell'immunità del Consiglio nazionale (Svizzera)
La Commissione dell'immunità del Consiglio nazionale CdI-N (in tedesco Immunitätskommission des Nationalrates IK-N, in francese Commission de l'immunité du Conseil national CdI-N, in romancio Cumissiun per l'immunitad dal Cussegl naziunal Cdl-N) è una commissione del Consiglio nazionale della Confederazione elvetica. È composta da 9 membri, di cui un presidente e un vicepresidente. È stata istituita il 5 dicembre 2011.

## Funzione
La commissione esamina le richieste di soppressione dell'immunità dei parlamentari e dei membri di autorità eletti dall’Assemblea federale. Al Consiglio degli Stati questo compito è affidato alla Commissione degli affari giuridici.